# مليلية القديمة
مليلية القديمة هي مدينة محاطة بأسوار مدينة مليلية الإسبانية وواحدة من كبرى مدن إسبانيا ويبلغ طولها 2000 متر. 

## تاريخ

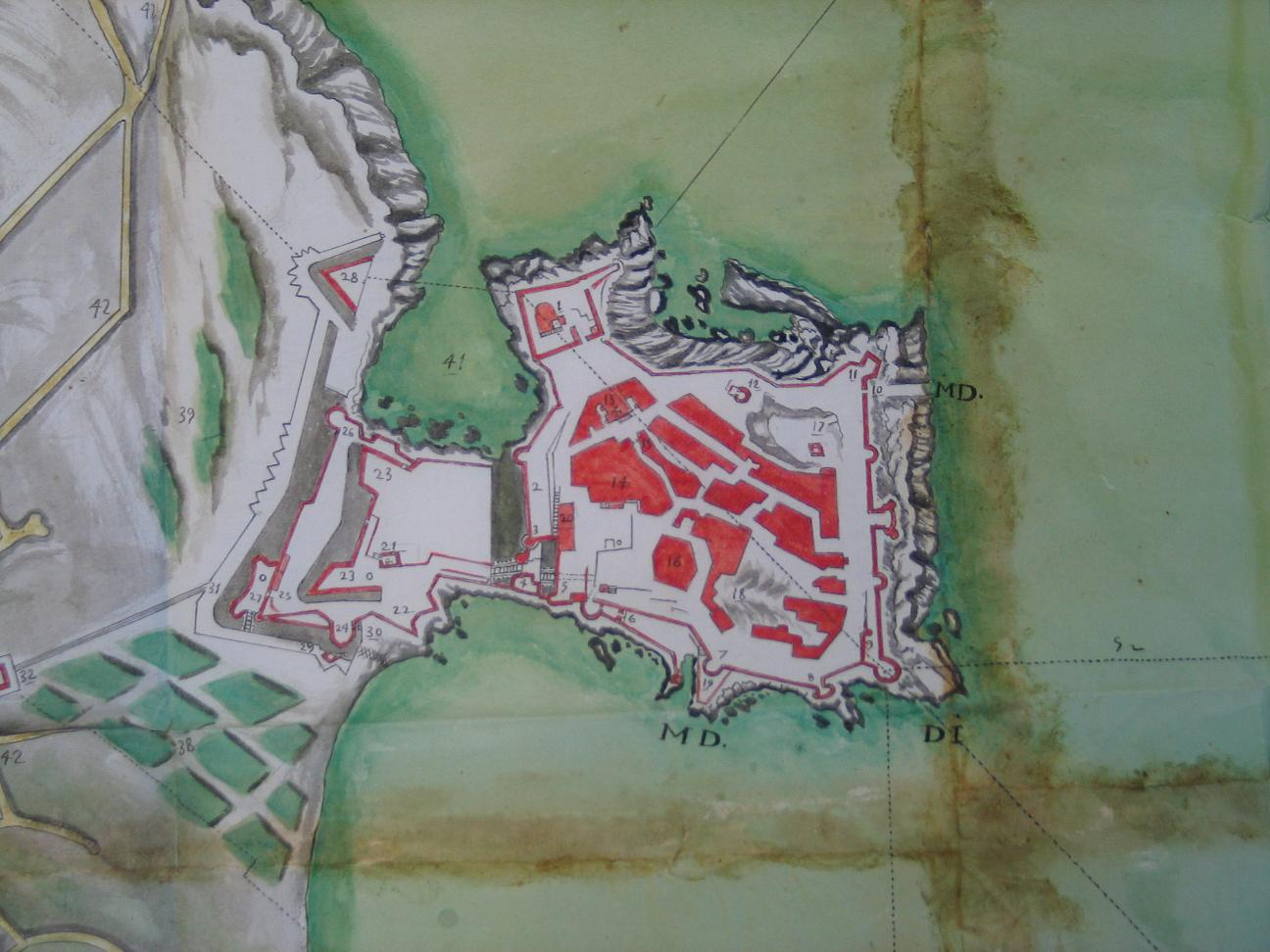
الفصل السابع عشر
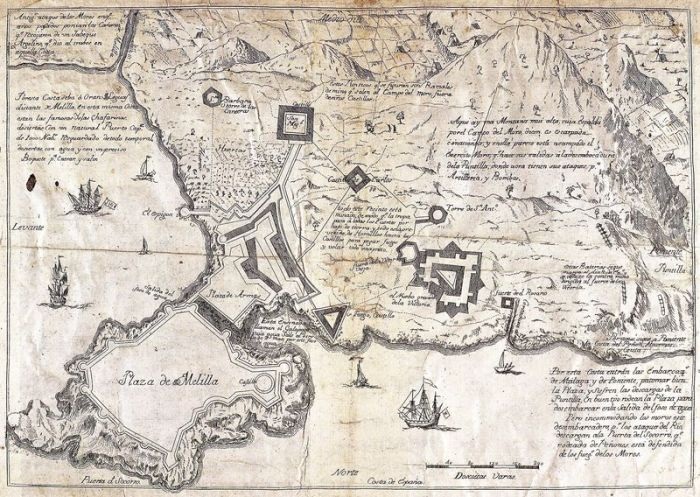
الثامن عشر
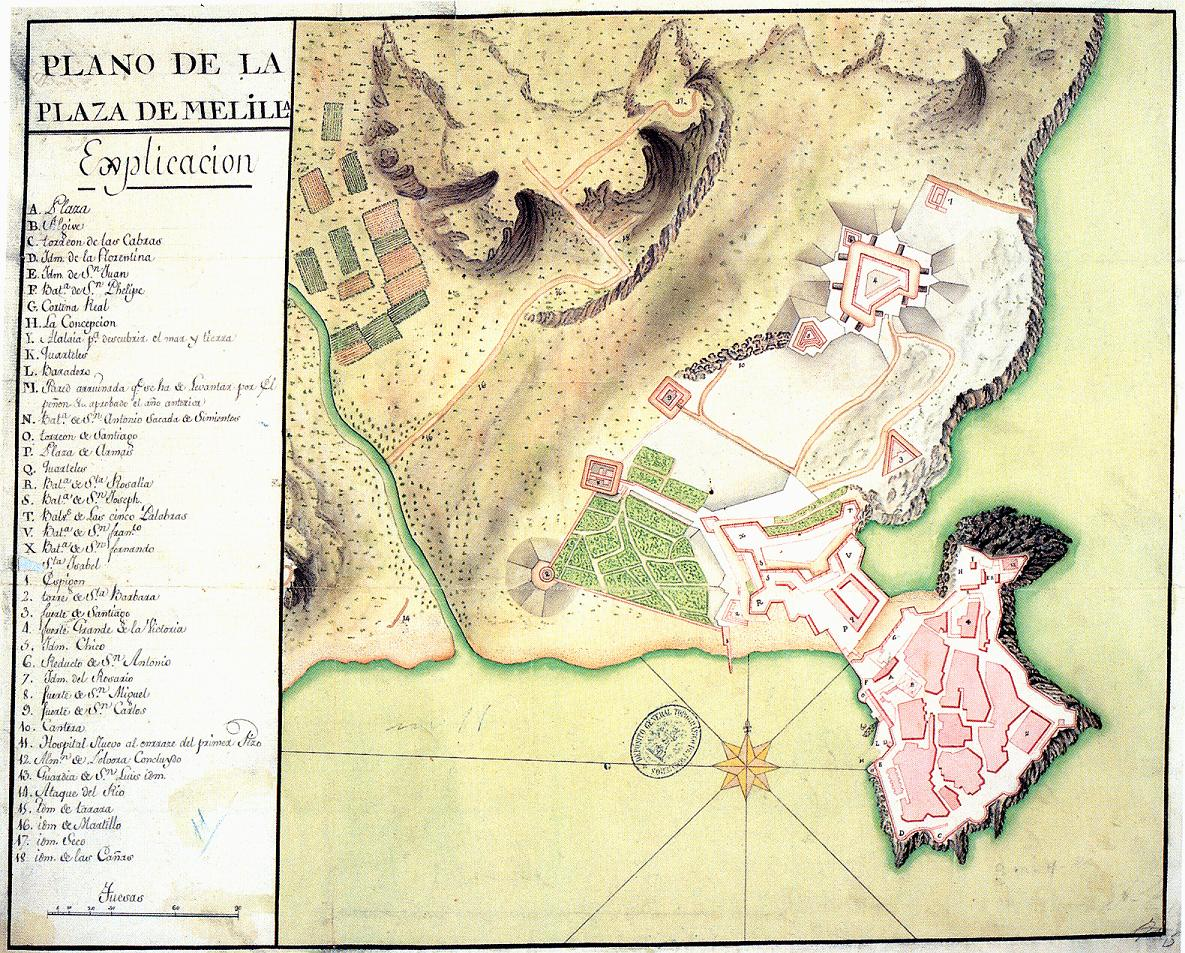
الفصل السابع عشر
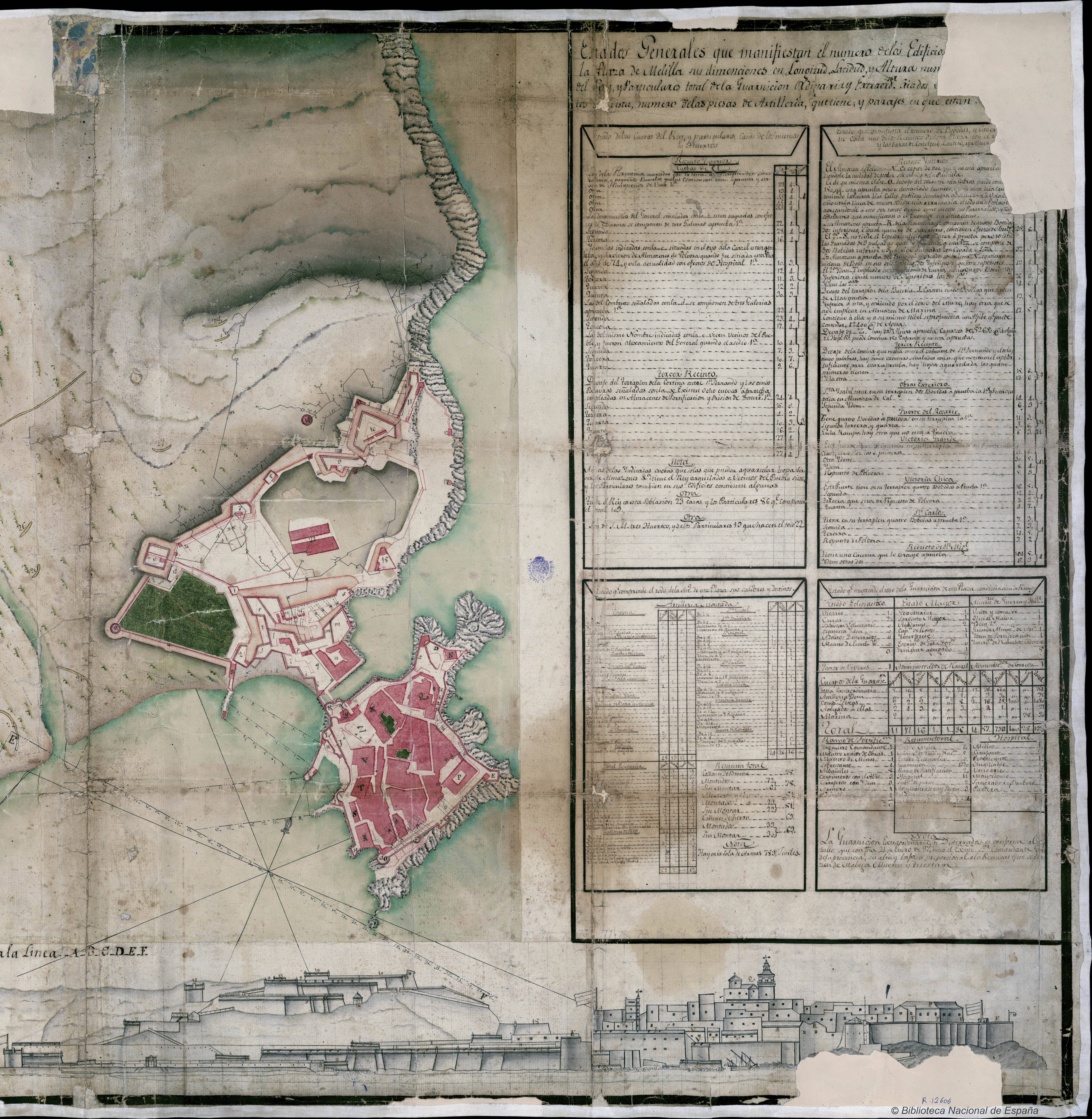
التاسع عشر

تم بناؤه بين القرنين السادس عشر والتاسع عشر، على غرار النماذج التي تنتقل من عصر النهضة إلى معاقل مدرسة هيسبانوفلامنكا التي تم بناؤها خلال فترة البوربون.
لقد تم تصميمها بشكل مبدئي من قبل مهندسين إيطاليين ثم إسبانيين ومحترفين لمدة 20 عامًا في هولندا.   
في XVIII الثامن عشر في القرن التاسع عشر ، تم إصلاح أسوارها وتم بناء سلسلة من الحصون والمباني التي عكست اهتمام الملوك الإسبان بالدفاع عنهم.
تم إعلان هذه المنطقة بأكملها فرقة فنية تاريخية ، وهي حاليًا جزء من المجموعة الفنية التاريخية لمدينة مليلية، وهي أحد الأصول ذات الأهمية الثقافية.

## وصف
وهي مقسمة إلى أربع مناطق محصنة:

### التمهيدي Recinte Fortificat
منطقة غير ساحلية على رعن صخري، بها جميع المباني والجدران المدنية من القرن السادس عشر إلى القرن الثامن عشر. 

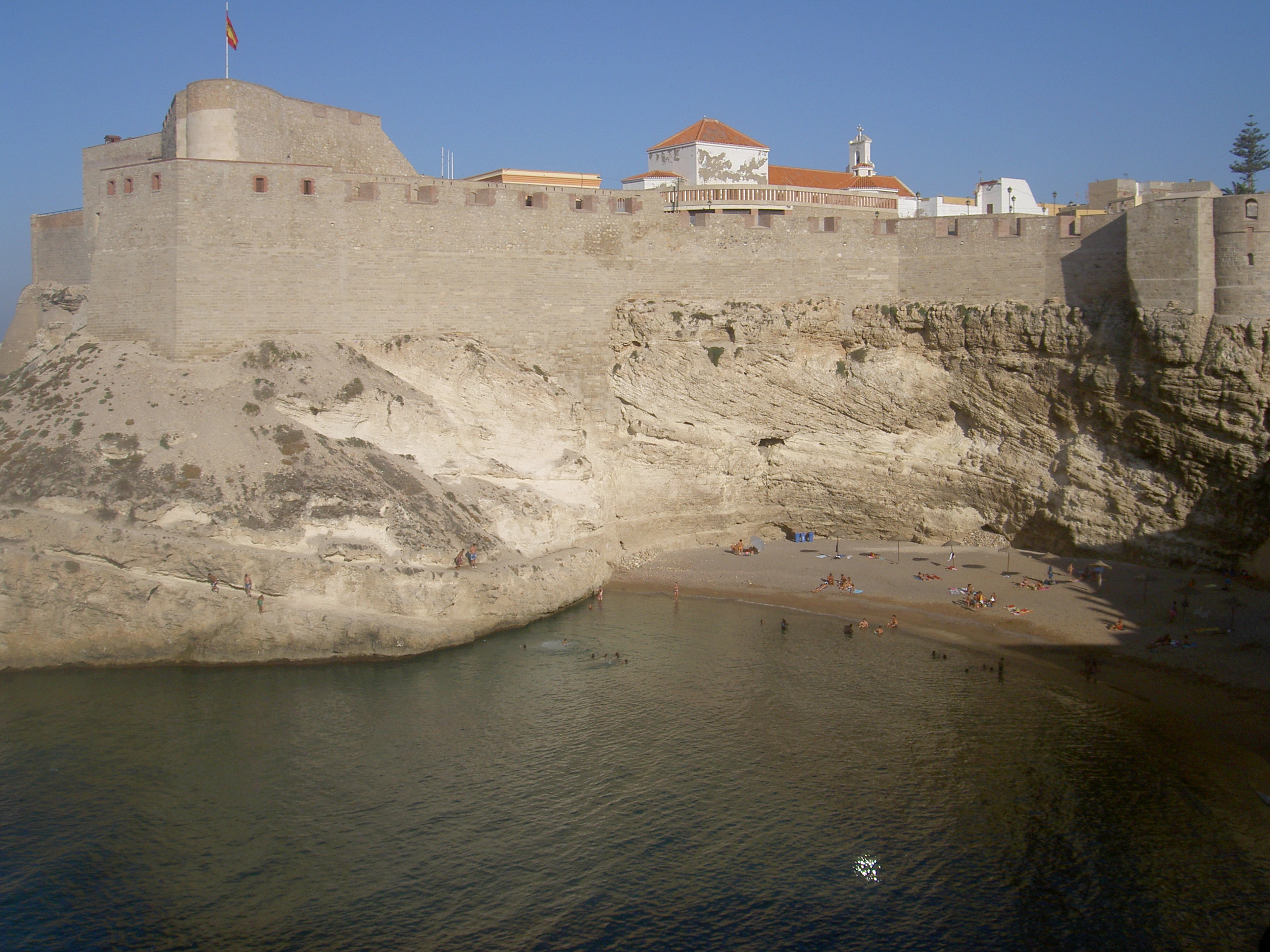
تيرا فرونت
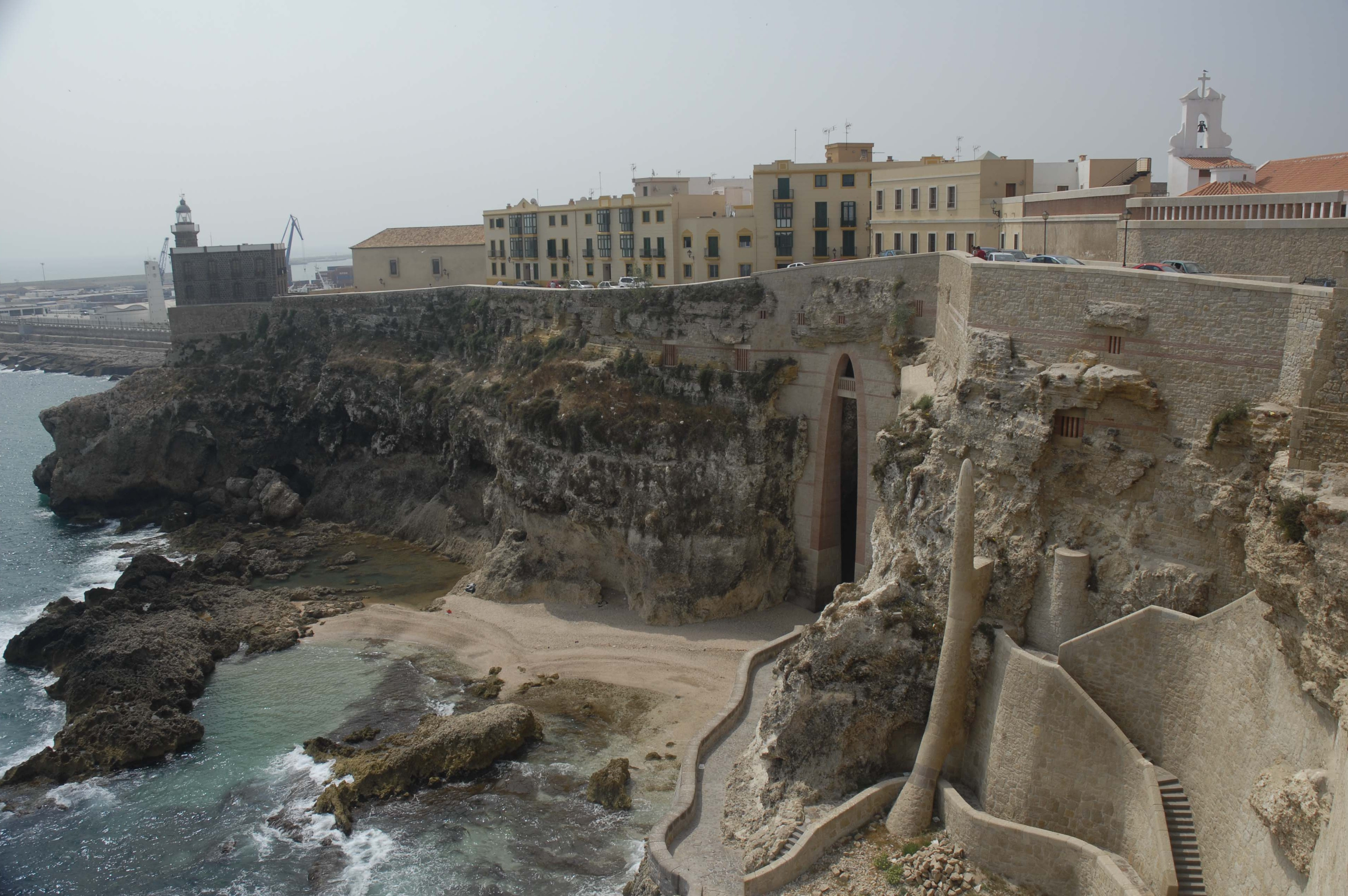
جبهة ترابانا
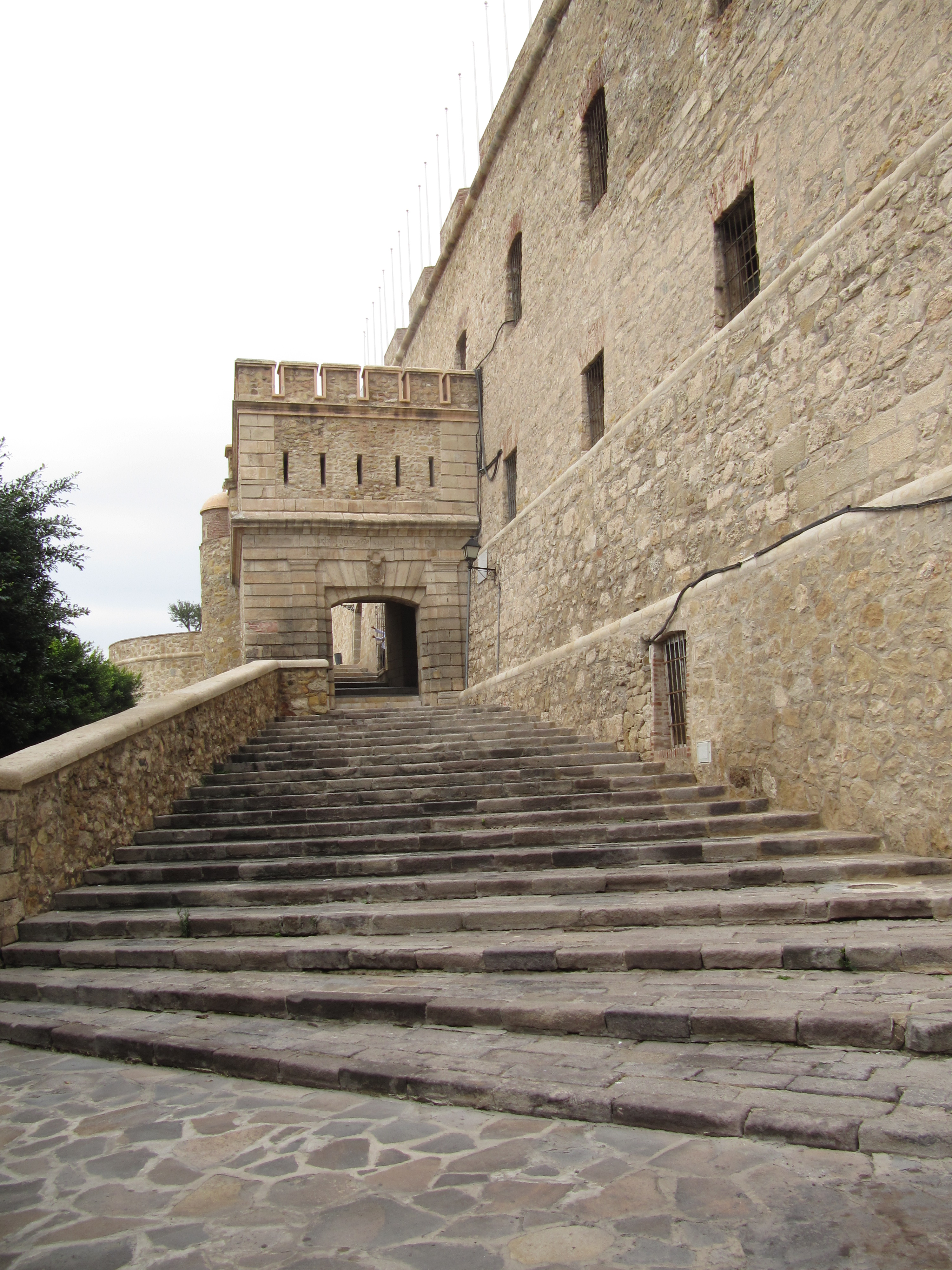
بورتا دي لا مارينا
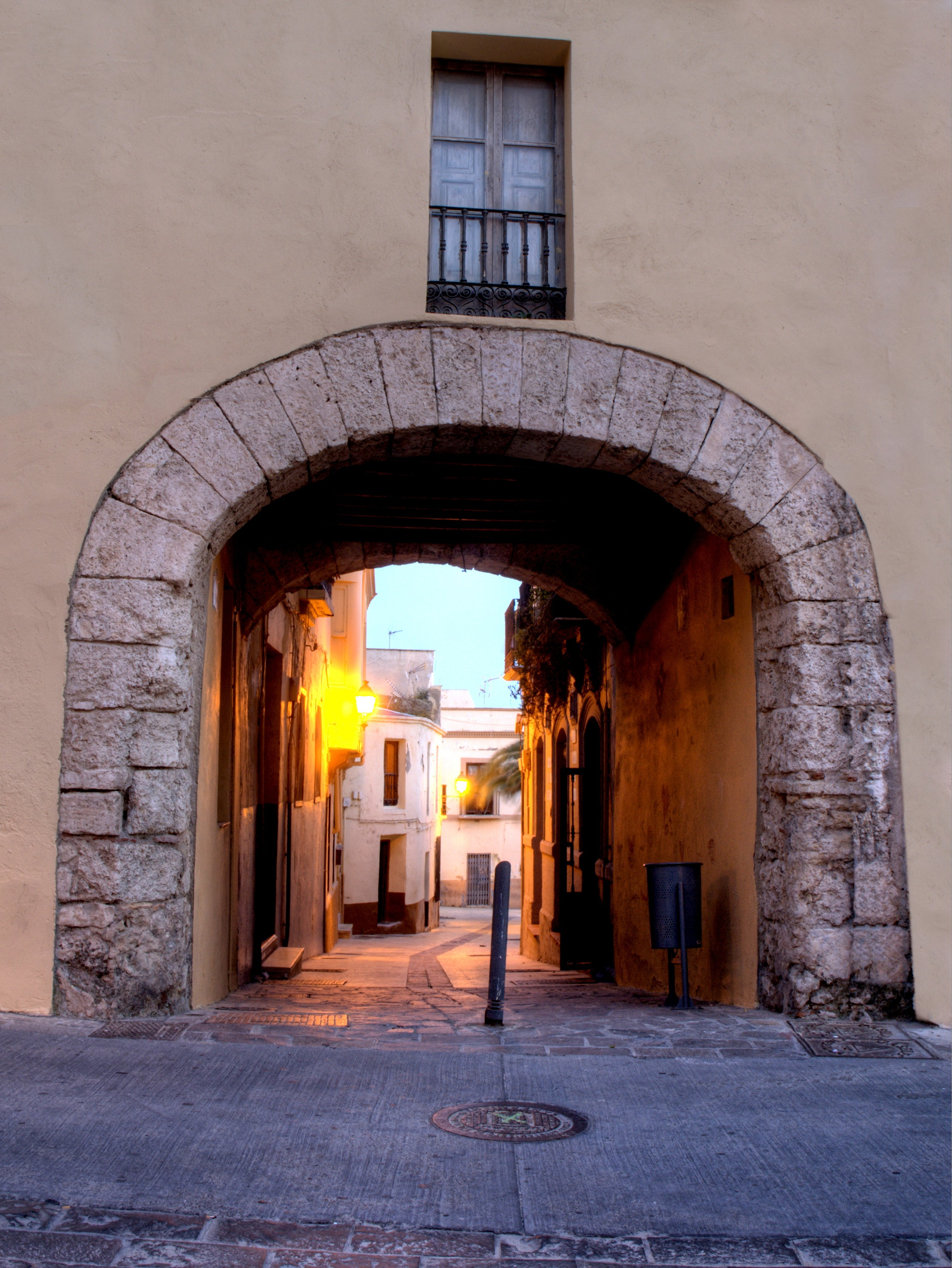
مستشفى بوتيجيجا في سان فرانسيسكو
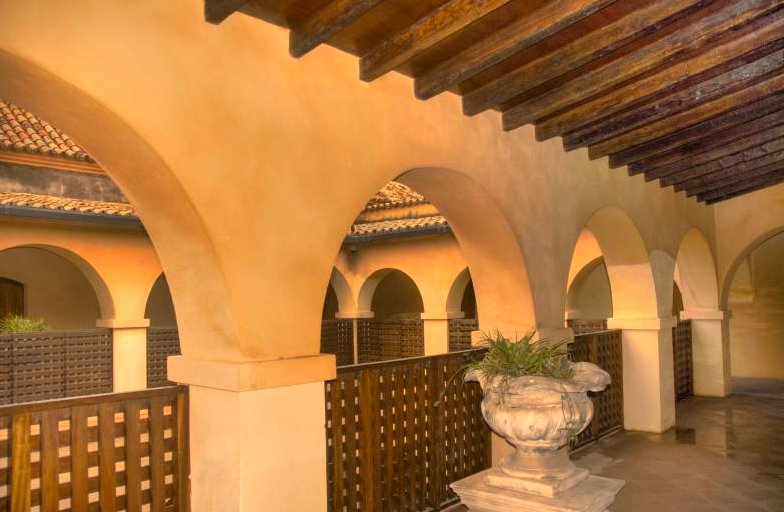
مستشفى ديل ري (مليلة)

### العلبة المحصنة الثانية

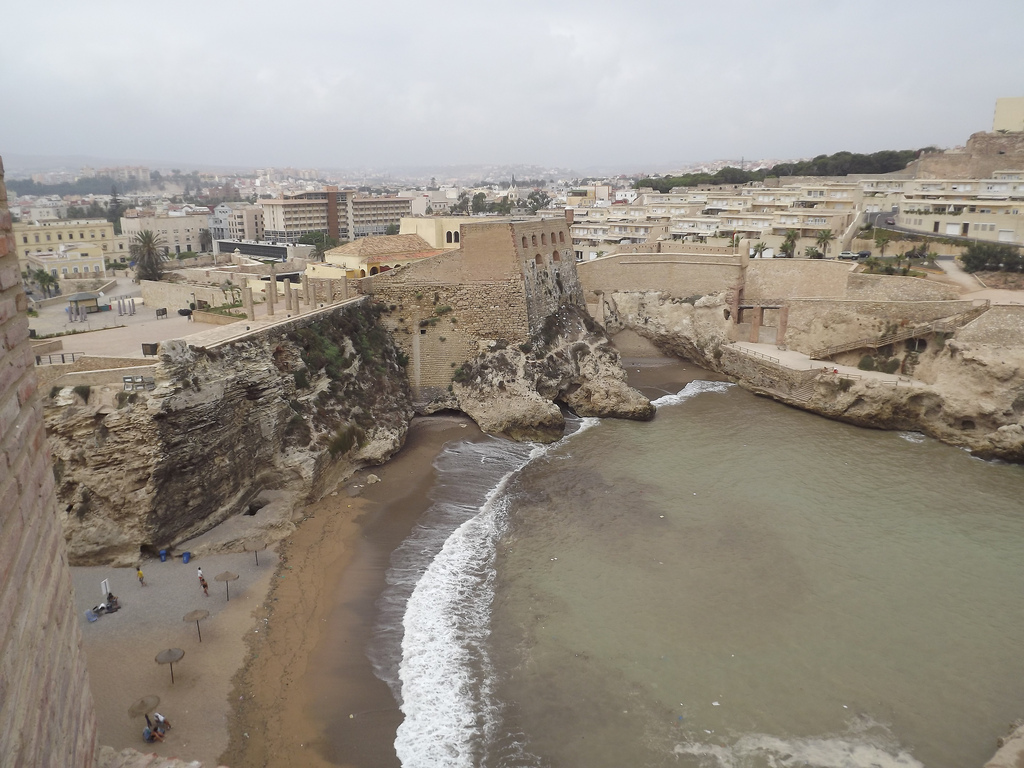
غالاباغوس إنسينادا
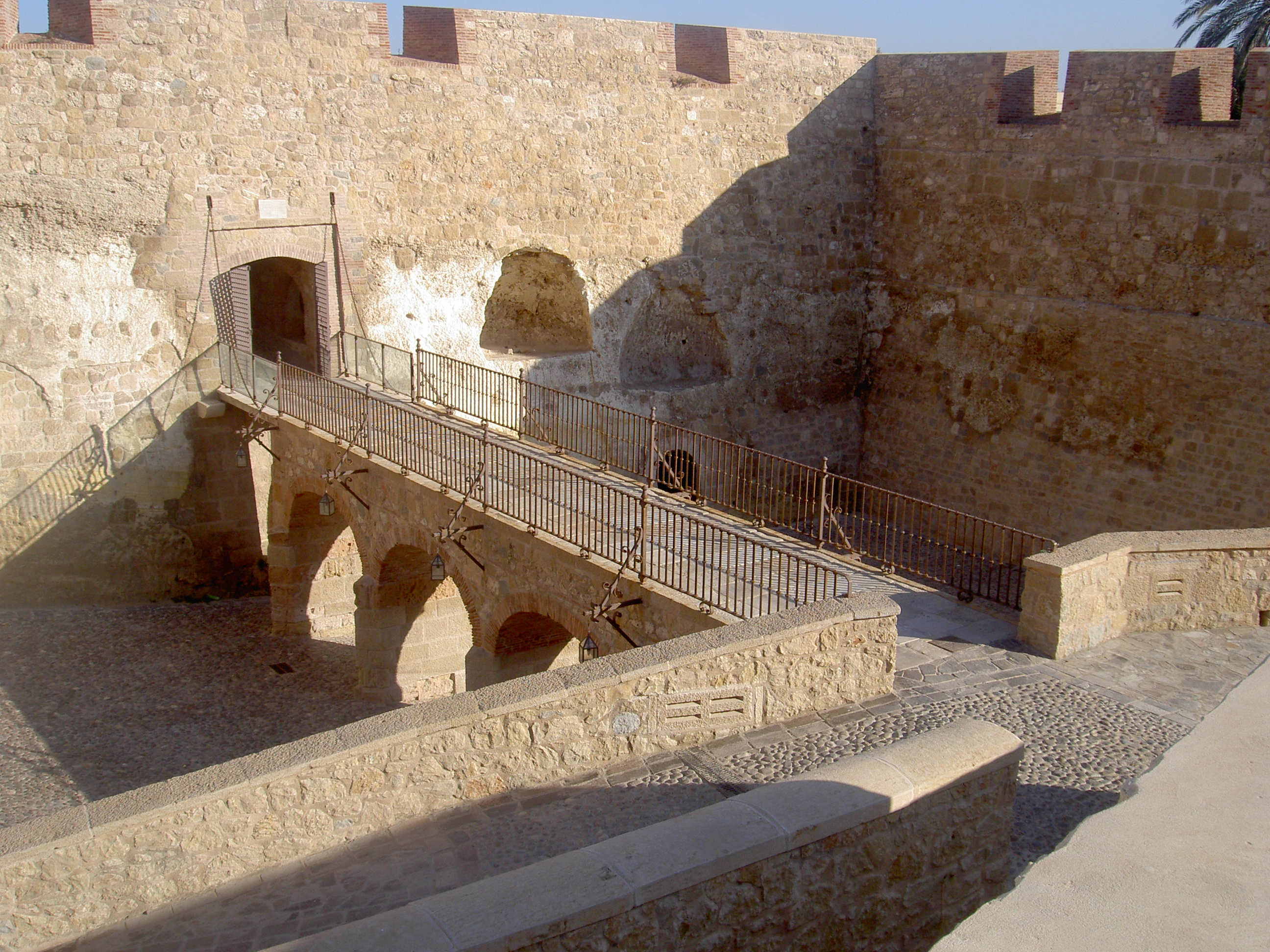
فوس دي لهورنابيك
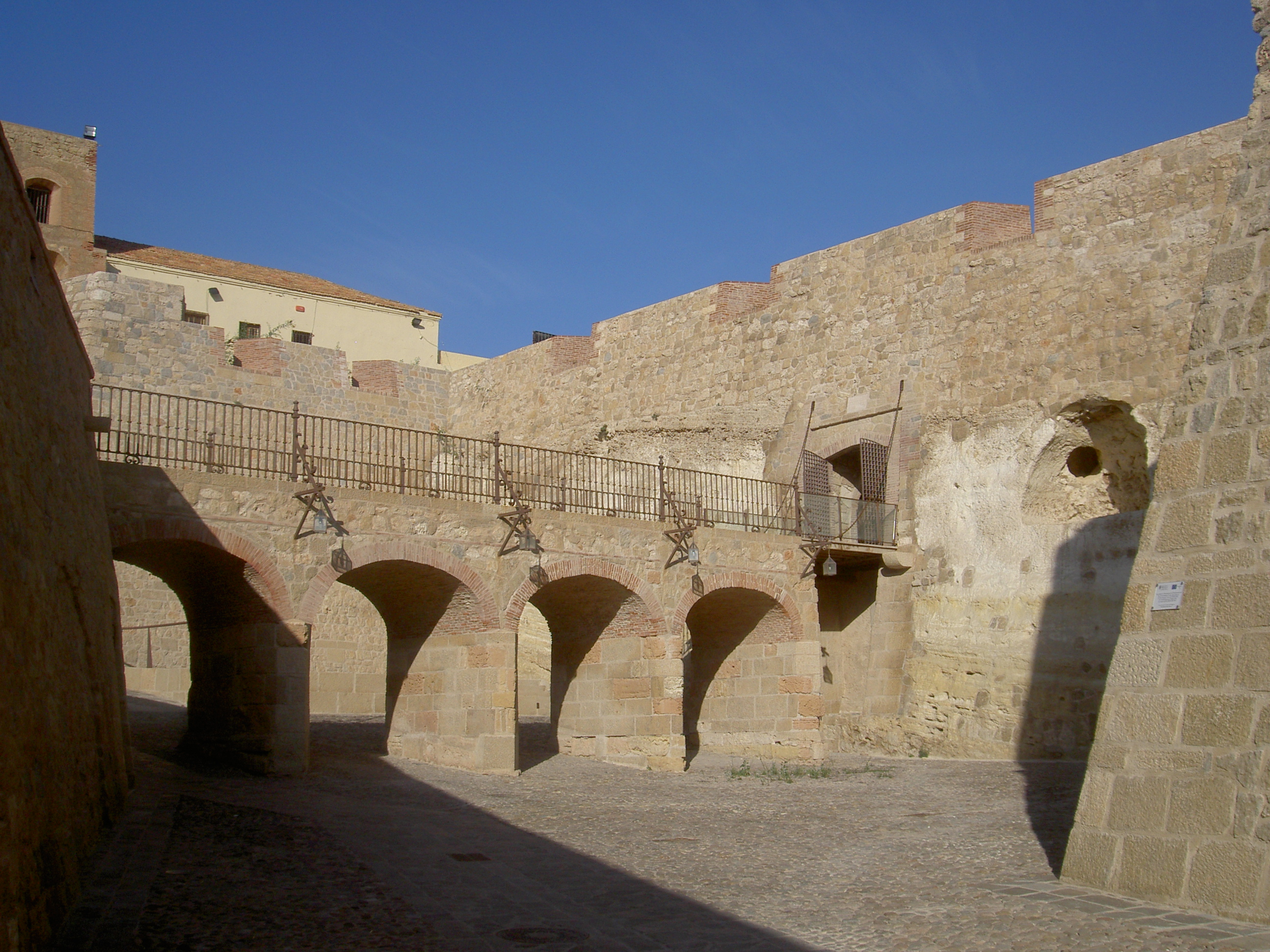
فوس دي لهورنابيك
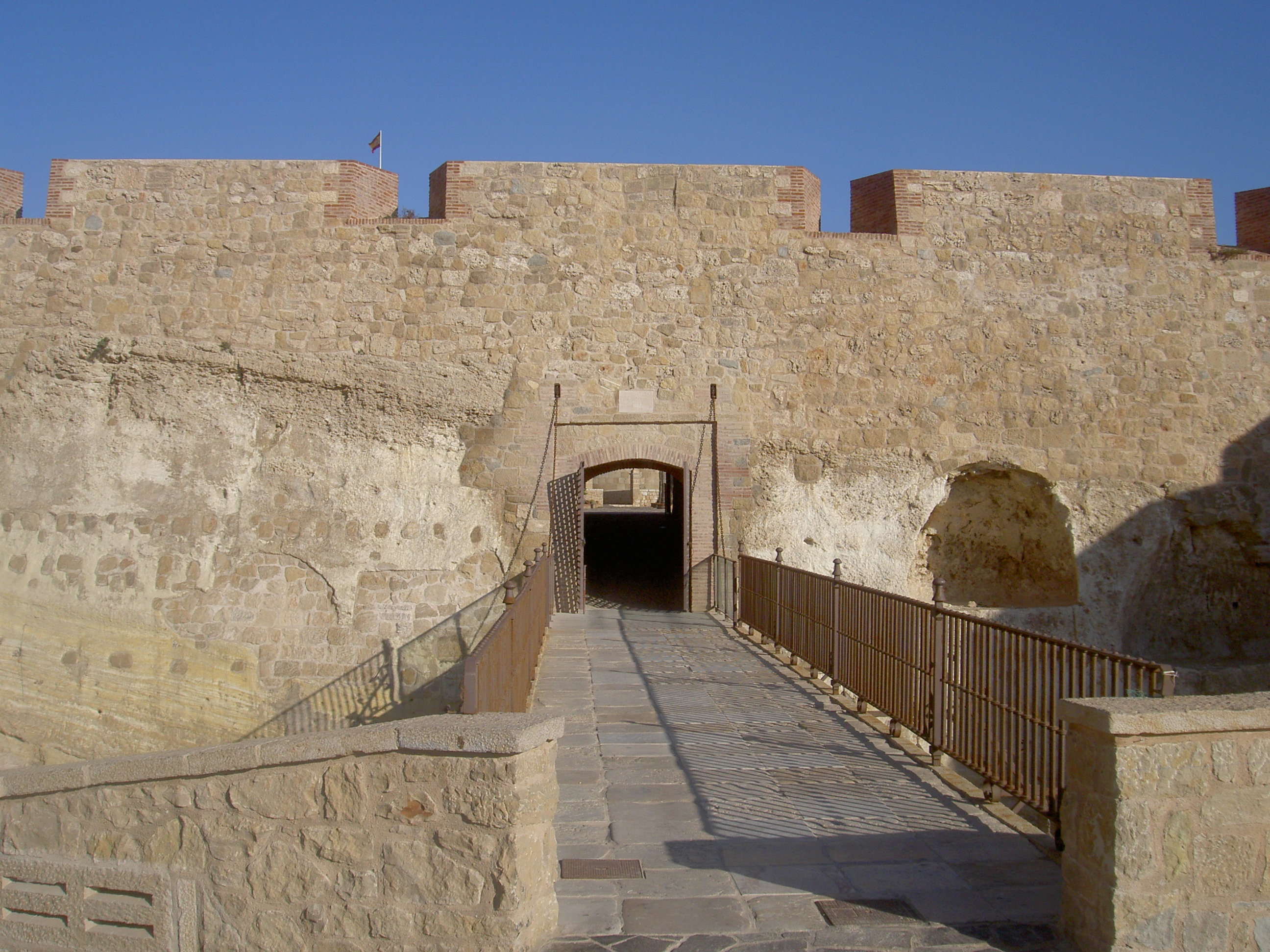
بوابة النصر
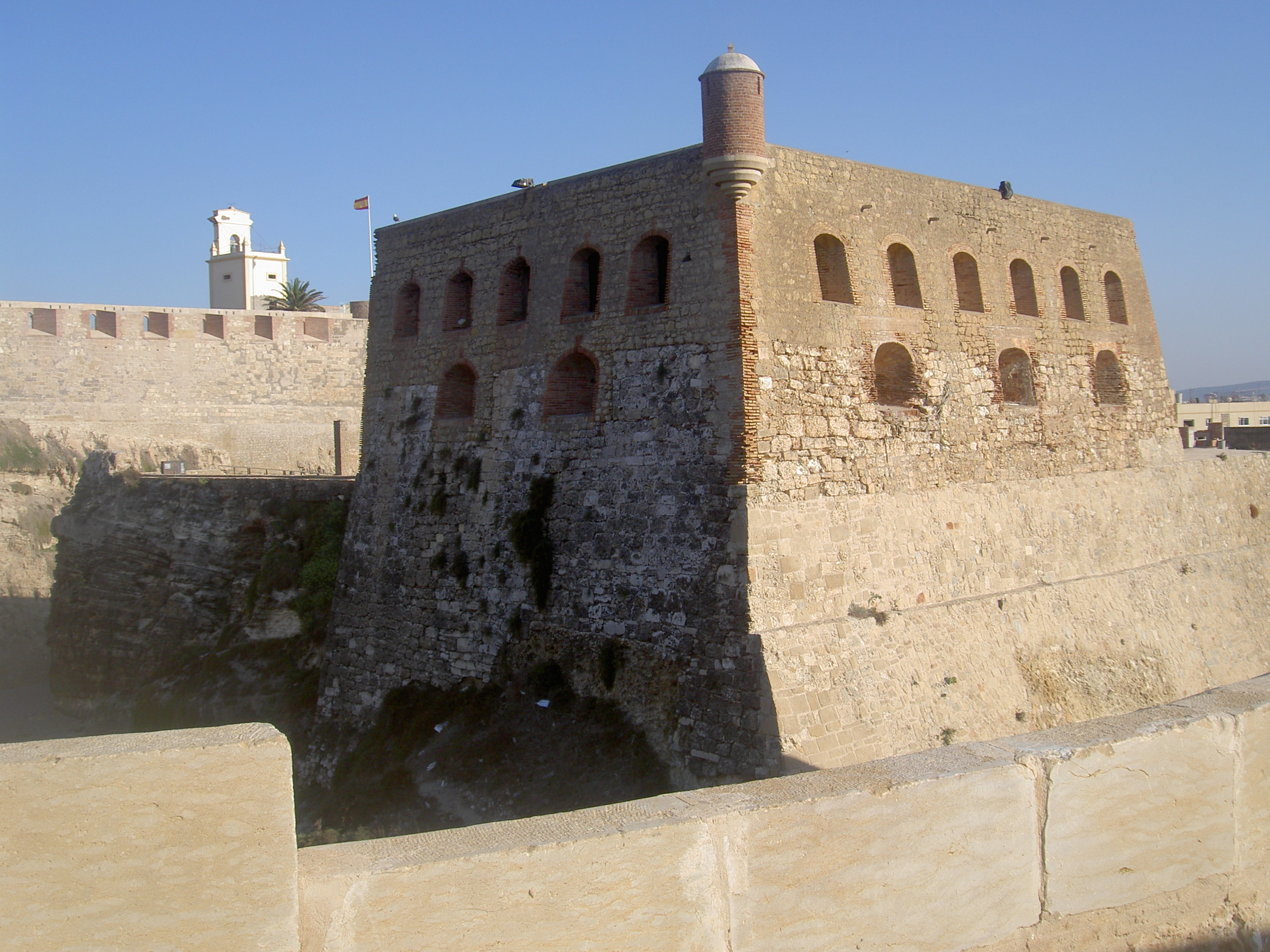
حصن القديس بطرس البديل

منطقة غير ساحلية على البرزخ، ولها أسوار تعود إلى القرنين السابع عشر والثامن عشر

### العلبة المحصنة الثالثة
تم بناؤه للاستفادة من التقاليد الإسلامية، وهو أيضًا بوابة من الفترة وبقية XVIII . 

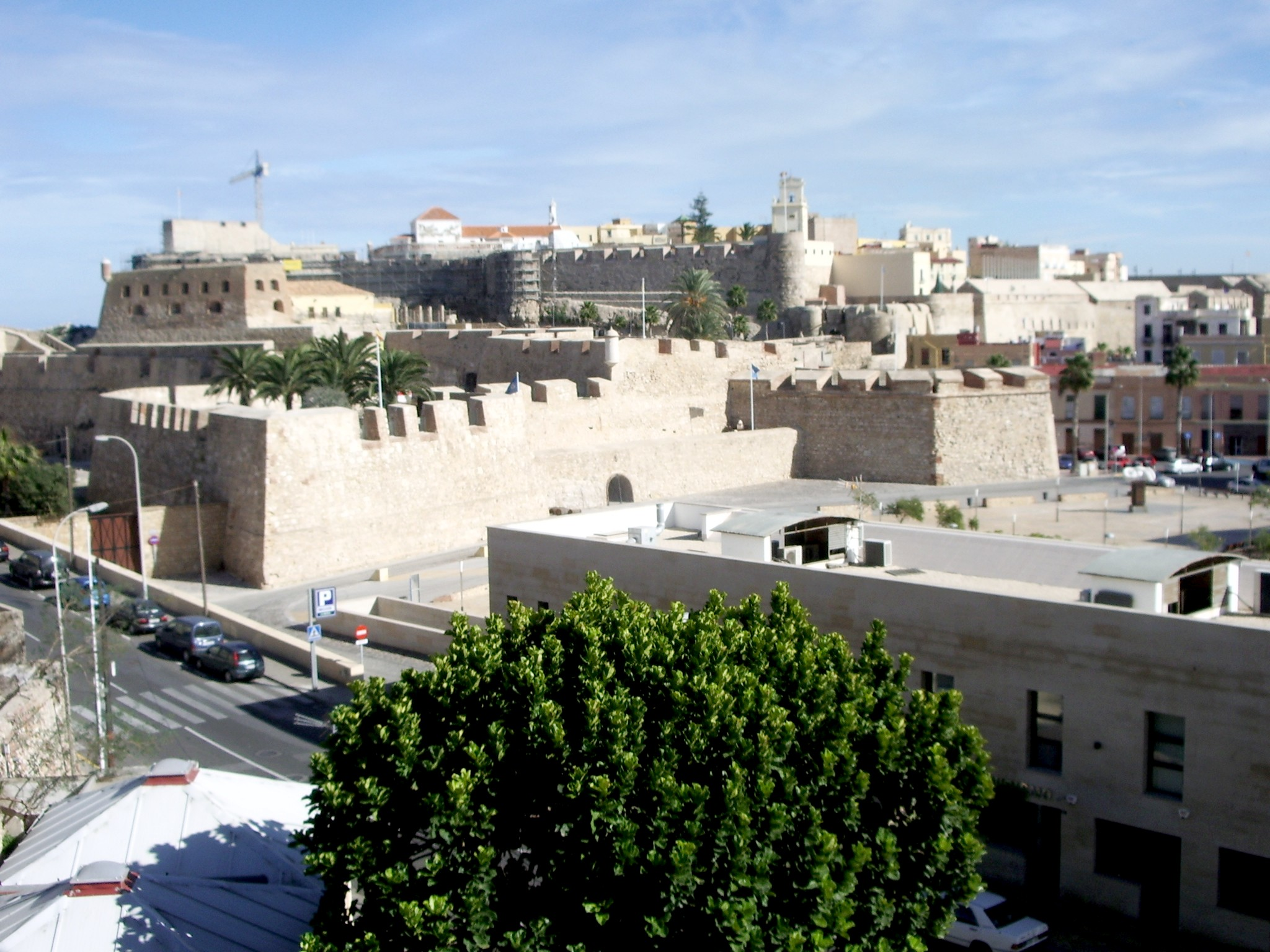
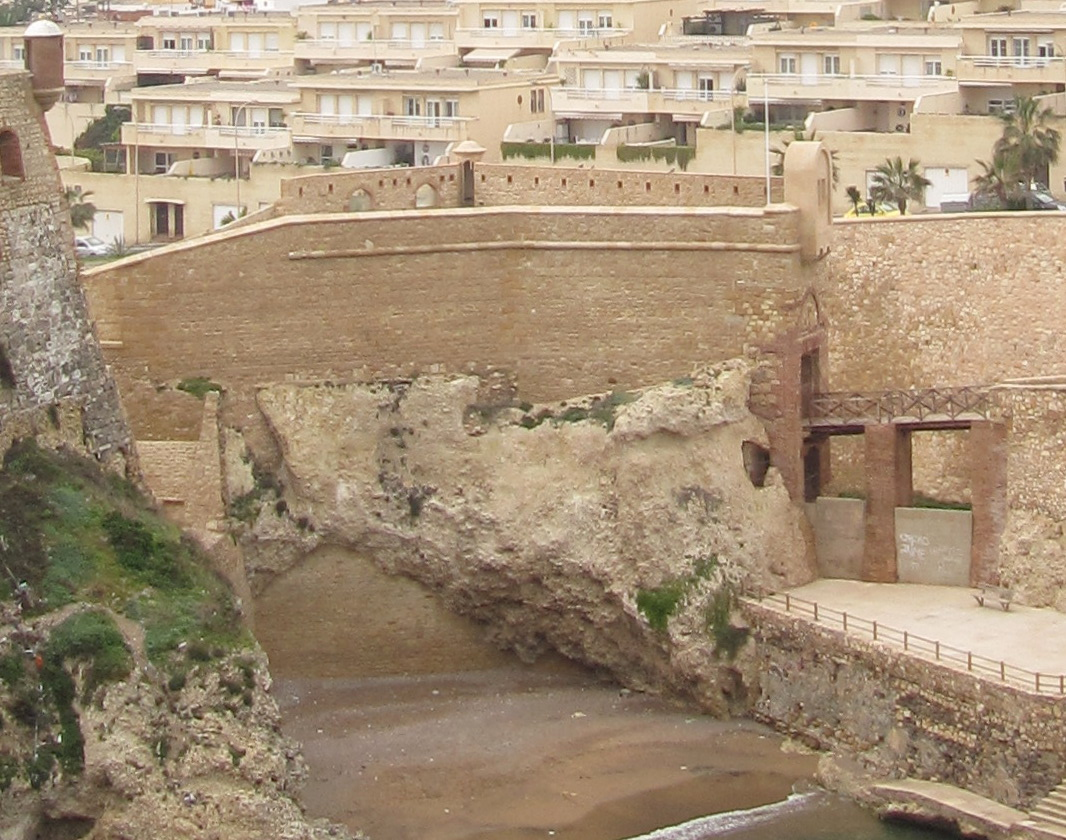
حصن الخمس كلمات

### العلبة المحصنة الرابعة
مع الحصون من XVIII .

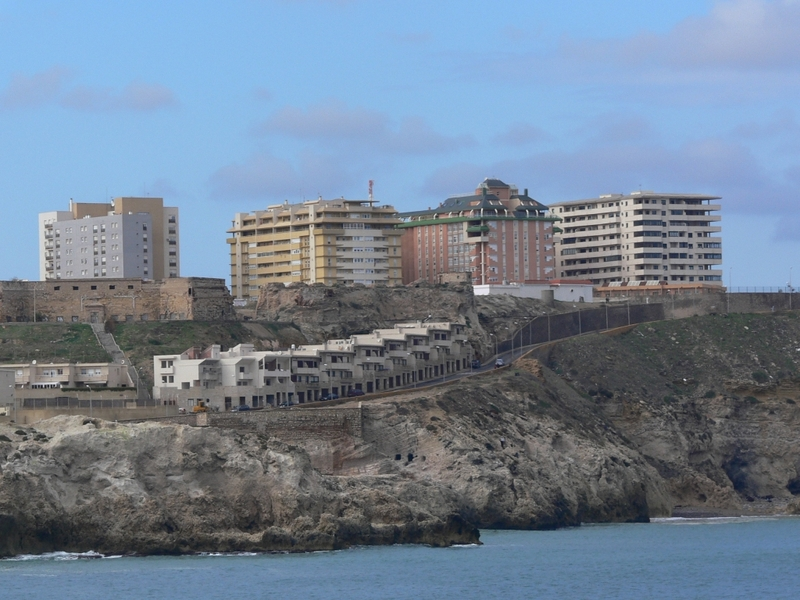
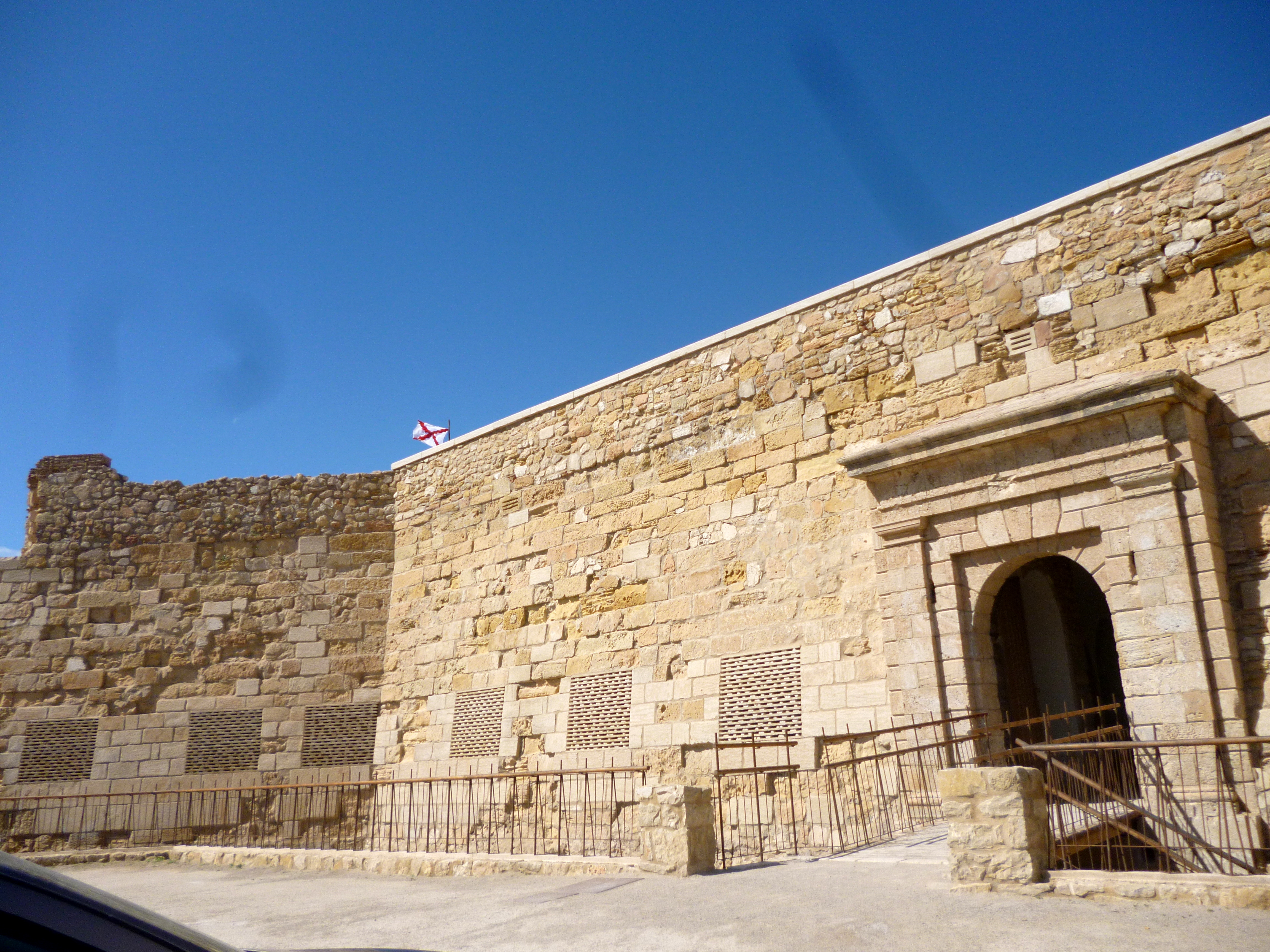
قوية من فيكتوريا جران

## الملاحظات والمراجع
1. ↑  "Moreno Peralta, Salvador; Bravo Nieto, Antonio; Saez Cazorla, Jesús Miguel (1990). Melilla la Vella Pla Especial dels Quatre Recintes Fortificats. EDICIONS SEYER. p. 252-253. ISBN 84-87291-95-3" (PDF). مؤرشف من الأصل (PDF) في 2023-09-09.
2. ↑  Bravo-Nieto، Antonio (1 يناير 1997). "Cartografía histórica de Melilla". Cartografia històrica de Melilla. مؤرشف من الأصل في 2023-04-05. اطلع عليه بتاريخ 2024-09-19.
3. ↑  Villalba، Miguel. "Colección cartográfica de Mapas, planos y dibujos de Melilla en el Archivo General de Simancas". Col·lecció cartogràfica de Mapes, plànols i dibuixos de Melilla a l'Arxiu General de Simancas. مؤرشف من الأصل في 2023-04-04.
4. ↑  Lechado Granados، Mª del Carmen (2015). MELILLA GUÍA TURÍSTICA. Galland Books. ISBN:978-84-16200-16-0.